# Aeropuerto de Saint-Pierre - Pierrefonds
El Aeropuerto de Saint Pierre-Pierrefonds (en francés: Aéroport de Saint-Pierre - Pierrefonds) (IATA: ZSE, OACI: FMEP) es un aeropuerto localizado a 5.5 km del noroeste de Saint Pierre en la localidad de Reunión en Francia. Es el aeropuerto más pequeño de los 2 aeropuertos localizados en la isla. El Aeropuerto Roland Garros es el otro aeropuerto.

## Facilidades
El aeropuerto reside en una elevación de 56 pies (17 metros) sobre del nivel del mar. Solo tiene una pista de aterrizaje designada 15/33 con superficie de asfalto.

## Aerolíneas y destinos
| Aerolíneas    | Destinos                         |
| ------------- | -------------------------------- |
| Air Austral   | Mauricio, Rodrigues, Saint-Denis |
| Air Mauritius | Mauricio                         |